# Парадокс Тріффіна
Парадо́кс Трі́ффіна, або диле́ма Трі́ффіна — фундаментальна проблема використання долара як резервної валюти згідно з Бретон-Вудською системою, або будь-якої національної валюти як резервної. Використання національної валюти як резервної призводить до суперечності між національною та глобальною монетарною політиками. Це відбивається на платіжному балансі: для досягнення всіх поставлених цілей, долари мають як «витікати» зі Сполучених Штатів, так і «надходити» до Сполучених Штатів, що неможливо водночас.
Дилему названо на честь американського економіста бельгійського походження Роберта Тріффіна, котрий помітив її в 1960 році. Для подолання парадоксу було запропоновано емітувати Спеціальні права запозичення.